# 가치아쿠타
『가치아쿠타』(일본어: ガチアクタ 가치아쿠타[*], GACHIAKUTA)는 우라나 케이의 일본 만화이다. 『주간 소년 매거진』(고단샤)에서 2022년 2월 16일부터 연재중이다. 범죄자의 자손들이 사는 빈민가에서 태어난 고아 소년, 루드를 주인공으로 한 전투 액션만화다.
안도 히데요시가 그래피티 디자인을 맡고 있다.
미디어 믹스로서 텔레비전 애니메이션이 2025년 7월부터 방송 예정이다.

## 연혁
2022년 2월 16일, 발매된 『주간 소년 매거진』 2022년 12호부터 연재가 시작되었다.
2022년 5월 17일, 단행본 제1권이 발매되었다. 일본판 초판 단행본 기준, 책 띠 부분에는 만화 「불꽃 소방대」의 오쿠보 아츠시가 「일목요연! 이것은 진짜!」라고 코멘트를 하고 있다.
2024년 6월 13일, 애니메이션화가 발표되었다.

## 이야기
천계에 살면서 「족민(族民)」과 차별받아 온 고독한 소년 루도는 그를 기르던 부모이자 은인인 레그드(レグド)가 누군가에게 살해당하는 일을 겪게 된다. 레그드를 죽인 죄를 뒤집어쓴 루도는 나락에 빠졌고, 눈을 떠보니 눈앞에는 쓰레기로 만든 괴물인 반수가 있었다.우연히 근처를 산책하고 있던 엔진(エンジン)의 도움을 받은 루도는 차별하고 업신여기고 무고한 죄를 뒤집어씌워 나락으로 떨어뜨린 천계의 인간에게 복수하기 위해 천계로 돌아갈 방법을 찾고자 청소부(掃除屋)에 가입하기로 결심한다.

## 등장인물

### 청소부(掃除屋)

#### 전투원
루도(ルド)
성우 - 이치카와 아오이
본작의 주인공. 천계에서 쓰레기를 줍고 살던 고아 소년. 「족민(族民)」으로 차별받고, 양육의 부모인 레그도를 죽인 누명을 쓰고 「나락」에 빠진다. 나락으로 떨어지고 나서는, 자신을 차별하고, 무고한 죄를 뒤집어씌워 나락으로 떨어뜨린 천계의 인간에게 복수하기 위해, 청소부에 소속되어 지상으로 돌아가는 방법을 찾는다. 인기(人器)는 그로브(グローブ)의 「3R」로, 손에 든 물건을 인기(人器)로 만드는 능력을 가진다.
엔진(エンジン)
성우 - 코니시 카츠유키
청소부 중 한 명. 반수(班獣)에게 습격당하고 있던 루도를 도와 청소부에게 권유했다. 인기(人器)는 우산.
잔카 니직(ザンカ・ニジク)
성우 - 마츠오카 요시츠구
청소부의 한사람. 루도의 교육자. 스스로를 「초범인(超凡人)」이라 칭한다. 지상에서는 상당한 양가 출신. 청소부 중에서 가장 인기를 다루는 데 능한 사람으로, 인기(人器)는 막대기 같은 모양이다.
리요우(リヨウ)
성우 - 하나모리 유미리
청소부 중 한 명. 인기(人器)는 대형 가위인 「자・리파(ザ・・リッパー)」로, 가위 손잡이를 발에 끼워서 사용한다.

#### 서포터(サポーター)
세뉴(セミュ)
청소부 중 한 명. 접수를 담당하고 있다. 인기(人器)는 안경으로, 동체시력을 끌어올려, 진심을 내면 사람의 본질도 간파할 수 있다.
그리스 루비온(グリス・ルビオン)
청소부 중 한 명. 반수에게 살해당할 뻔한 루도를 도왔다.
포로(フォロ)
청소부 중 한 명. 반수에게 살해당할 뻔하다 루도에게 구조되었다.

### 천계의 사람(天界の人々)
레그드(レグド)
루도를 양육한 부모. 루도에게 장갑 그로브(グローブ)를 선물한 것도 레그도. 수수께끼의 인물에 의해 살해되었다.
치와(チワ)
루도가 몰래 짝사랑하고 있던 소녀. 괴롭힘을 당하고 있던 루도를 감싸, 「사람을 죽이는 일 따위는 할 리가 없다」라고 믿고 있었다.

## 용어

### 청소부 관련
청소부(掃除屋)
인기가 통하는 인통자(人通者)가 인기(人器) 를 이용해 반수(班獣)를 퇴치하는 조직. 전투원과 수위, 서포터를 합해 약 100명 정도 존재한다.
인기(人器)
인간이 오랫동안 마음을 담아 사용했을 때, 그 물건에 사념이 깃들 수 있다. 그 물건을 인기(人器) 라고 부른다. 인기를 다루는 사람을 인통자(人通者, ギバー)라고 부른다.
반수(班獣)
쓰레기로 만들어진 괴물. 기본적으로 마을 밖 오염지역에 서식하고 있다. 핵이 사념이므로, 인기(人器)가 아니면 쓰러뜨리지 못한다.

### 지명

#### 천계(天界)
천계(天界)
지상의 아득한 상공에 펼쳐진 세계. 항상 이동하고 있다. 천계인 중, 슬럼가에 사는 인간을 「족민(族民)」이라고 불러 차별하고 있다.
나락(奈落)
천계(天界)에서 나온 대량의 쓰레기를 버리기 위한 큰 구멍을 말한다. 그외, 천계의 인간이 중죄를 범하면 떨어지게 된다. 족민(族民)이 사는 슬럼가의 가장자리에 위치하고, 나락의 아래는 지상으로 되어있다.

#### 지상(地上)（하계(下界)）
지상(地上)
나락의 밑바닥에 자리한 대지. 천계(天界)의 사람들에게는 「하계(下界)」. 인간이 살 수 있는 「안전역(安全域)」과 쓰레기로 오염되어 반수가 발호하는「오염역(汚染域)」 그리고 오염역 중에서도 특히 위험한 지역 「금역(禁域)」으로 나누어져 있다.
캔버스 타운(キャンバスタウン)
안전구역에 있는, 누구나 자유롭게 그림을 그릴 수 있도록 만들어진 라쿠가키(ラクガキ) 마을. 외벽에는 악의를 가진 자를 거부할 수 없게 되어 있다.
사막의 금역 펜타(砂漠の禁域ペンタ)
모래처럼 보이는 것은 먼지가 된 폐기물.

## 서지 정보
- 아리나 케이 『가치아쿠타』 고단샤 〈고단샤 코믹스〉, 전 14권（2025년 3월 17일 기준）
  1. 2022년 5월 17일 발매[5], ISBN 9784065279229
  2. 2022년 7월 15일 발매[6], ISBN 9784065284308
  3. 2022년 9월 16일 발매[7], ISBN 9784065291382
  4. 2022년 11월 17일 발매[8], ISBN 9784065297773
  5. 2023년 2월 17일 발매[9], ISBN 9784065305270
  6. 2023년 4월 17일 발매[10], ISBN 9784065313442
  7. 2023년 7월 14일 발매
  8. 2023년 10월 17일 발매
  9. 2023년 12월 15일 발매
  10. 2024년 3월 15일 발매
  11. 2024년 6월 17일 발매
  12. 2024년 9월 17일 발매
  13. 2024년 12월 17일 발매
  14. 2025년 3월 17일 발매

## TV 애니메이션
2025년 7월부터 CBC TV, TBS 계열의 아가루 아니메에서 방송 예정이다.

### 스태프
- 원작 - 아리나 케이 / 안도 히데요시 （「가치아쿠타」 고단샤 「주간 소년 매거진」 연재 중)[11]
- 감독 - 스가누마 후미히코[11]
- 시리즈 구성 - 세코 코지[11]
- 캐릭터 디자인・총 작화 감독 - 이시노 사토시[11]
- 음악 - 이와사키 타쿠[2]
- 애니메이션 제작 - 본즈 필름[11]
- 제작 - 「가치아쿠타」 제작위원회[11]